# مارتا إرليخ
مارتا إرليخ (بالكرواتية: Marta Ehrlich)‏ هي رسامة كرواتية، ولدت في 27 أبريل 1910 في زغرب في كرواتيا، وتوفي بنفس المكان في 15 مارس 1980.